# Pujols-sur-Ciron
Pour les articles homonymes, voir Pujols et Ciron.
Pujols-sur-Ciron (Pujòus de Siron, en occitan) est une commune du Sud-Ouest de la France, située dans le département de la Gironde, en région Nouvelle-Aquitaine.

## Géographie

### Localisation
La commune est située sur le Ciron, à 39 km au sud-sud-est de Bordeaux, chef-lieu du département, à 11 km à l'ouest de Langon, chef-lieu d'arrondissement, et à 12 km au sud-ouest de Podensac, ancien chef-lieu de canton.

### Communes limitrophes
Les communes limitrophes en sont Barsac au nord-est, Preignac à l'est, Bommes au sud-est, Budos au sud-ouest, Landiras à l'ouest et Illats au nord-ouest.
| Illats   |                  | Barsac   |
| Landiras | Pujols-sur-Ciron | Preignac |
| Budos    |                  | Bommes   |

### Climat
Pour des articles plus généraux, voir Climat de la Nouvelle-Aquitaine et Climat de la Gironde.
Historiquement, la commune est exposée à un climat océanique aquitain.  
En 2020, Météo-France publie une typologie des climats de la France métropolitaine dans laquelle la commune est exposée à un climat océanique et est dans la région climatique  Aquitaine, Gascogne, caractérisée par une pluviométrie abondante au printemps, modérée en automne, un faible ensoleillement au printemps, un été chaud (19,5 °C), des vents faibles, des brouillards fréquents en automne et en hiver et des orages fréquents en été (15 à 20 jours).
Pour la période 1971-2000, la température annuelle moyenne est de 13,1 °C, avec une amplitude thermique annuelle de 14,8 °C. Le cumul annuel moyen de précipitations est de 848 mm, avec 12,1 jours de précipitations en janvier et 6,9 jours en juillet. Pour la période 1991-2020, la température moyenne annuelle observée sur la station météorologique la plus proche, située sur la commune de Sauternes à 3,46 km à vol d'oiseau, est de 0,0 °C et le cumul annuel moyen de précipitations est de 0,0 mm,. Pour l'avenir, les paramètres climatiques de la commune estimés pour 2050 selon différents scénarios d’émission de gaz à effet de serre sont consultables sur un site dédié publié par Météo-France en novembre 2022.

## Urbanisme

### Typologie
Au 1er janvier 2024, Pujols-sur-Ciron est catégorisée commune rurale à habitat dispersé, selon la nouvelle grille communale de densité à sept niveaux définie par l'Insee en 2022.
Elle est située hors unité urbaine. Par ailleurs la commune fait partie de l'aire d'attraction de Bordeaux, dont elle est une commune de la couronne,. Cette aire, qui regroupe 275 communes, est catégorisée dans les aires de 700 000 habitants ou plus (hors Paris),.

### Occupation des sols

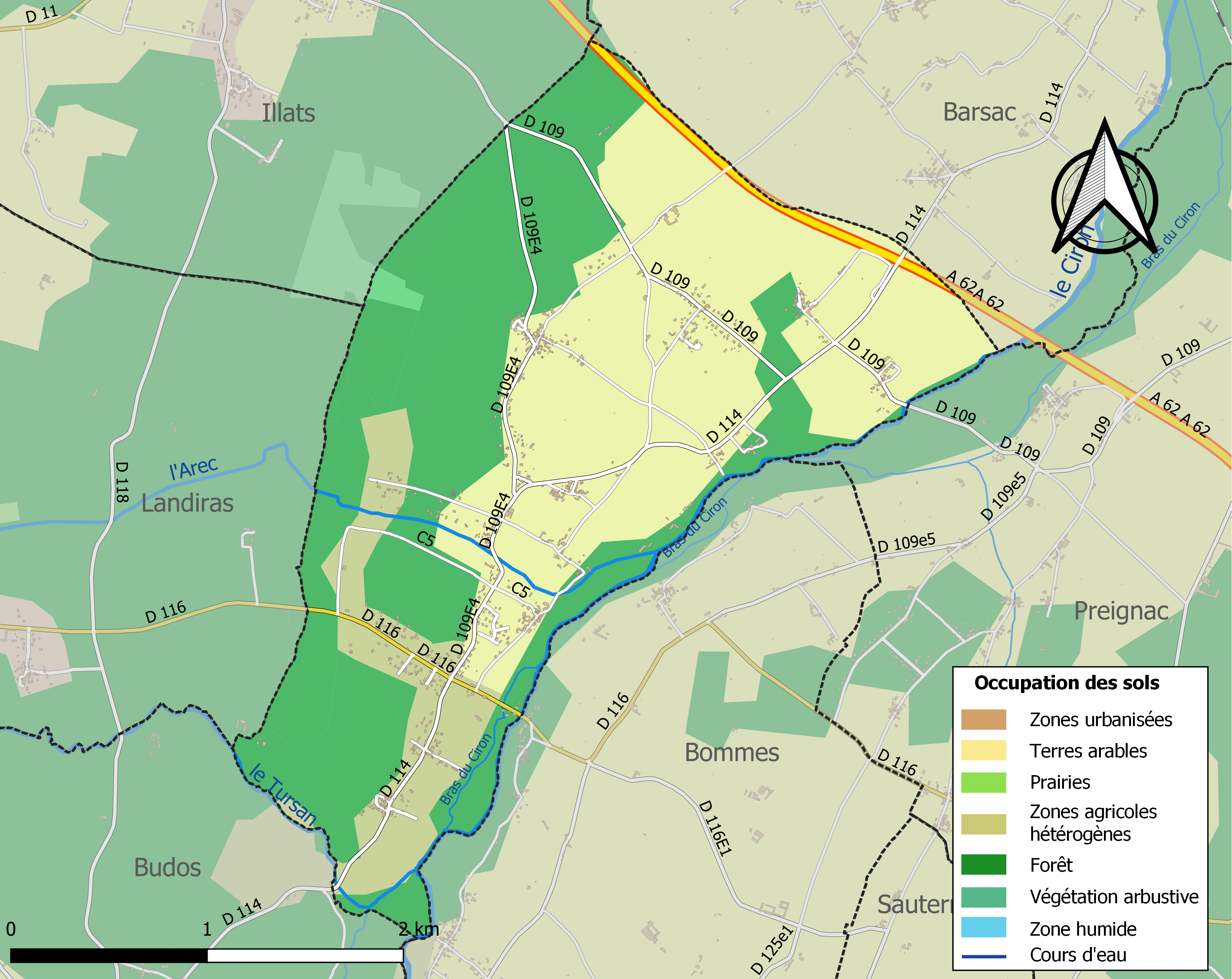
Carte des infrastructures et de l'occupation des sols de la commune en 2018 (CLC).

L'occupation des sols de la commune, telle qu'elle ressort de la base de données européenne d’occupation biophysique des sols Corine Land Cover (CLC), est marquée par l'importance des territoires agricoles (54,6 % en 2018), une proportion sensiblement équivalente à celle de 1990 (53,9 %). La répartition détaillée en 2018 est la suivante : 
forêts (44,9 %), cultures permanentes (44,4 %), zones agricoles hétérogènes (10,3 %), milieux à végétation arbustive et/ou herbacée (0,4 %). L'évolution de l’occupation des sols de la commune et de ses infrastructures peut être observée sur les différentes représentations cartographiques du territoire : la carte de Cassini (XVIIIe siècle), la carte d'état-major (1820-1866) et les cartes ou photos aériennes de l'IGN pour la période actuelle (1950 à aujourd'hui).

### Voies de communication et transports
Les principales voies de communication de la commune sont, d'une part, la route départementale D116 qui mène vers l'ouest à Landiras et au-delà  à Cabanac-et-Villagrains puis à Saucats et vers l'est à Langon et d'autre part, la route départementale D114 qui conduit à Barsac au nord-est et à Budos au sud-ouest et au-delà à Villandraut au sud.

Le nord du territoire communal est bordé par l'autoroute A62 (Bordeaux-Toulouse) dont l'accès le plus proche est le no 2, dit de Podensac, distant de 8 km par la route vers le nord.

L'accès no 1, dit de Bazas, à l'autoroute A65 (Langon-Pau) se situe à 21 km vers le sud-est.
La gare SNCF la plus proche est celle, distante de 9 km par la route vers l'est-nord-est, de gare de Preignac sur la ligne Bordeaux-Sète du TER Nouvelle-Aquitaine. La gare de Langon, présentant plus de trafic, se trouve à  10 km vers l'est.

### Risques majeurs
Le territoire de la commune de Pujols-sur-Ciron est vulnérable à différents aléas naturels : météorologiques (tempête, orage, neige, grand froid, canicule ou sécheresse), inondations, mouvements de terrains et séisme (sismicité très faible). Un site publié par le BRGM permet d'évaluer simplement et rapidement les risques d'un bien localisé soit par son adresse soit par le numéro de sa parcelle.
Certaines parties du territoire communal sont susceptibles d’être affectées par le risque d’inondation par débordement de cours d'eau, notamment le Ciron, le Tursan et l'Arec. La commune a été reconnue en état de catastrophe naturelle au titre des dommages causés par les inondations et coulées de boue survenues en 1982, 1983, 1999, 2009, 2020 et 2021,.
Les mouvements de terrains susceptibles de se produire sur la commune sont des affaissements et effondrements liés aux cavités souterraines (hors mines). Par ailleurs, afin de mieux appréhender le risque d’affaissement de terrain, l'inventaire national des cavités souterraines permet de localiser celles situées sur la commune.

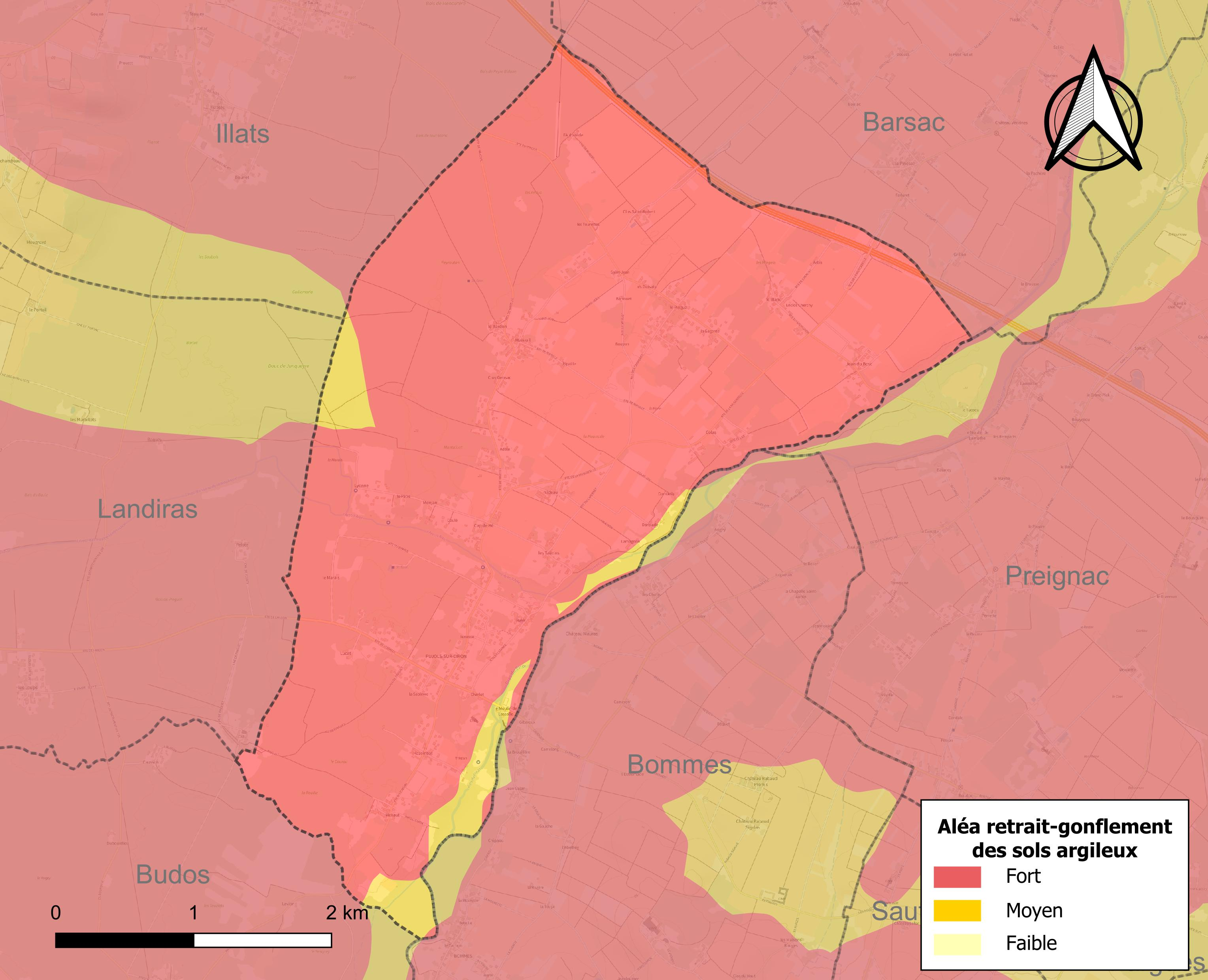
Carte des zones d'aléa retrait-gonflement des sols argileux de Pujols-sur-Ciron.

Le retrait-gonflement des sols argileux est susceptible d'engendrer des dommages importants aux bâtiments en cas d’alternance de périodes de sécheresse et de pluie. La totalité de la commune est en aléa moyen ou fort (67,4 % au niveau départemental et 48,5 % au niveau national). Sur les 391 bâtiments dénombrés sur la commune en 2019,  391 sont en aléa moyen ou fort, soit 100 %, à comparer aux 84 % au niveau départemental et 54 % au niveau national. Une cartographie de l'exposition du territoire national au retrait gonflement des sols argileux est disponible sur le site du BRGM,.
Par ailleurs, afin de mieux appréhender le risque d’affaissement de terrain, l'inventaire national des cavités souterraines permet de localiser celles situées sur la commune.
Concernant les mouvements de terrains, la commune a été reconnue en état de catastrophe naturelle au titre des dommages causés par des mouvements de terrain en 1999.

## Toponymie
Le nom de la commune provient du terme occitan puch déformé en pujau ou pujol qui désigne une « petite élévation ». Le Ciron est la rivière qui traverse la commune.
En gascon, le nom de la commune est Pujòus de Siron.

## Histoire

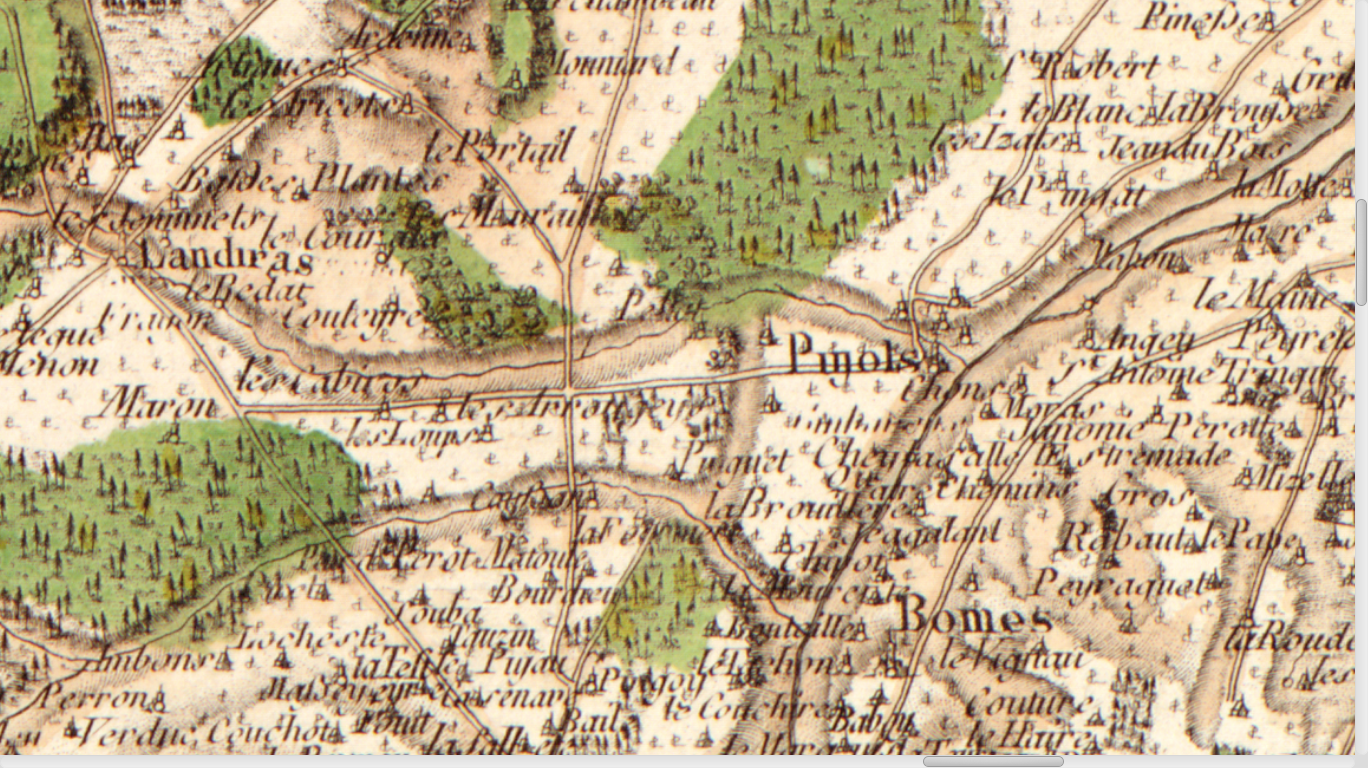
Cassini, 1756

En 1207, Jean de Staples, seigneur de la Salle, ayant reçu en fief du roi Jean d'Angleterre, en 1205, le cours du Ciron, de Budos à son embouchure, permit à noble Jean de la Salle, de construire un moulin à trois meules sur le Ciron, près de la maison noble de la Salle. Plus tard, le moulin est en ruines et appartient au sieur Jean de Sauboa. En 1540, nous trouvons la maison noble aux mains de noble Jean de Portepain, écuyer, sieur de la Salle du Ciron, qui avait épousé Jeanne de Montferrant, sœur de Pierre de Montferrant, soudan de la Trave.
Le manoir présente un plan barlong dont les soubassements et les portes ogivales paraissent être du XIVe siècle. Une tour hexagonale renfermant l'escalier à vis s'appuie contre sa façade nord et une toiture pointue à double égout couronne l'ensemble.
Dans un fond de l'archevêché de Bordeaux : G.240, fos 448-463, où les relevés des arrérages des quartières dus à l'archevêché de Bordeaux pour l'année 1459 sont restés impayés en raison, notamment de la ruine des paroisses, Pujols sur ciron s'y nomme Saint Pierre de Poyou. Il est indiqué que le lieu est "en ruyne". C'est la conséquence de la peste noire et des dévastations de reconquêtes par le royaume de France des territoires de possession anglaise vers 1453. extrait de "Crise d'une société" par Robert Boutruche 1947.
L’église de Pujols est peut-être l'ancienne chapelle d'un prieuré : à l'intérieur, au pilier du milieu, la tête et le buste d'un moine coiffé d'une capuce émergent au bas de la retombée d'un arc aujourd'hui disparu.
La notice de Jacques Baurein ne nous apprend pas grand chose sur l'état de la paroisse au XVIIIe siècle.
Rebsomen signale, un peu en aval de Pujols, la fontaine de Lamagnon aux eaux abondantes, tout près du confluent du ruisseau de Landiras avec le Ciron.
À la Révolution, la paroisse Saint-Pierre (ou Saint-Pierre-aux-Liens) de Pujols forme la commune de Pujols.

La Maison Communale est l'ancêtre de la mairie actuelle, elle est située place de l'église, bâtiment attenant au presbytère.

1811, entrée en fonction du Conseil de Fabrique qui bénéficie lors de sa première année d'ablations (donations volontaires) : réfection des toitures de l'église et du presbytère.

1815, quatre points de vente de boissons au détail : au Bourg, à Colas, au Moulin de Lasalle et à Charlot ; le pain est la base de la nourriture pujolaise.

1817, les cultures principales de la Commune sont le froment, la pomme de terre, le maïs, le seigle. Citons aussi, mais à plus petite exploitation : le millet et les légumes secs. La surface cultivée dans Pujols est de 136 hectares. Ravages causés au vignoble pujolais par la gelée du 10 avril.

1830, la population est de 989 habitants. 
En 1890, la commune de Pujols devient Pujols-sur-Ciron.

## Politique et administration

### Liste des maires
| Période                                  | Période  | Identité              | Étiquette | Qualité  |
| ---------------------------------------- | -------- | --------------------- | --------- | -------- |
| 1805                                     | 1808     | Jean Lacoste          |           |          |
| 1808                                     | 1817     | Jacques Myran         |           |          |
| 1817                                     | 1819     | Jean Baptiste Cherchy |           |          |
| 1819                                     | 1824     | Étienne de Gensac     |           |          |
| 1824                                     | 1834     | Adolphe Myran         |           |          |
|                                          |          |                       |           |          |
| mars 2008                                | En cours | Dominique Clavier     | UMP-LR    | Retraité |
| Les données manquantes sont à compléter. |          |                       |           |          |

### Jumelages
Casalarreina (Espagne) depuis 1992

## Démographie
Les habitants sont appelés les Pujolais.
L'évolution du nombre d'habitants est connue à travers les recensements de la population effectués dans la commune depuis 1793. Pour les communes de moins de 10 000 habitants, une enquête de recensement portant sur toute la population est réalisée tous les cinq ans, les populations de référence des années intermédiaires étant quant à elles estimées par interpolation ou extrapolation. Pour la commune, le premier recensement exhaustif entrant dans le cadre du nouveau dispositif a été réalisé en 2005.

En 2022, la commune comptait 924 habitants, en évolution de +17,11 % par rapport à 2016 (Gironde : +6,91 %, France hors Mayotte : +2,11 %).
| 1793 | 1800 | 1806 | 1821 | 1831 | 1836 | 1841 | 1846 | 1851 |
| ---- | ---- | ---- | ---- | ---- | ---- | ---- | ---- | ---- |
| 869  | 859  | 848  | 870  | 985  | 906  | 882  | 878  | 910  |

| 1856 | 1861 | 1866 | 1872 | 1876 | 1881 | 1886 | 1891 | 1896 |
| ---- | ---- | ---- | ---- | ---- | ---- | ---- | ---- | ---- |
| 844  | 826  | 879  | 823  | 836  | 780  | 765  | 676  | 673  |

| 1901 | 1906 | 1911 | 1921 | 1926 | 1931 | 1936 | 1946 | 1954 |
| ---- | ---- | ---- | ---- | ---- | ---- | ---- | ---- | ---- |
| 649  | 666  | 631  | 524  | 542  | 567  | 494  | 478  | 510  |

| 1962 | 1968 | 1975 | 1982 | 1990 | 1999 | 2005 | 2006 | 2010 |
| ---- | ---- | ---- | ---- | ---- | ---- | ---- | ---- | ---- |
| 524  | 550  | 419  | 575  | 649  | 722  | 715  | 713  | 755  |

| 2015 | 2020 | 2022 | - | - | - | - | - | - |
| ---- | ---- | ---- | - | - | - | - | - | - |
| 780  | 865  | 924  | - | - | - | - | - | - |

## Culture locale et patrimoine

### Lieux et monuments
- L'Église Saint-Pierre-ès-Liens, dite aussi Saint-Pey, date du XIIe siècle et est classée monument historique depuis 1908 pour son portail[34].
- Le château de Pujols-sur-Ciron ou château de La Salle, propriété d'une personne privée, a été construit vers le XIIe ou le XIIIe siècle et est inscrit monument historique depuis 1988[35].

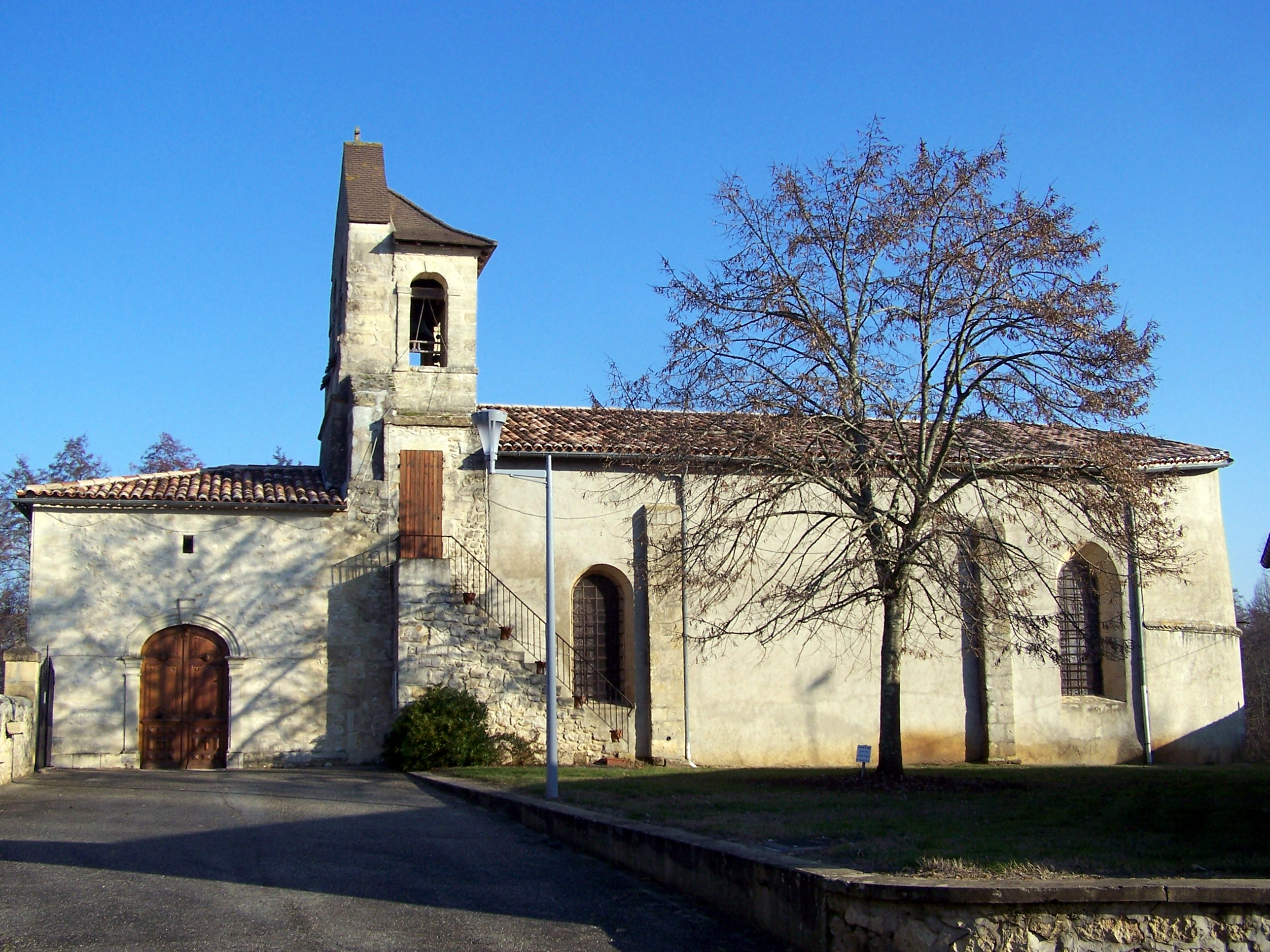
L'église Saint-Pey (décembre 2009)
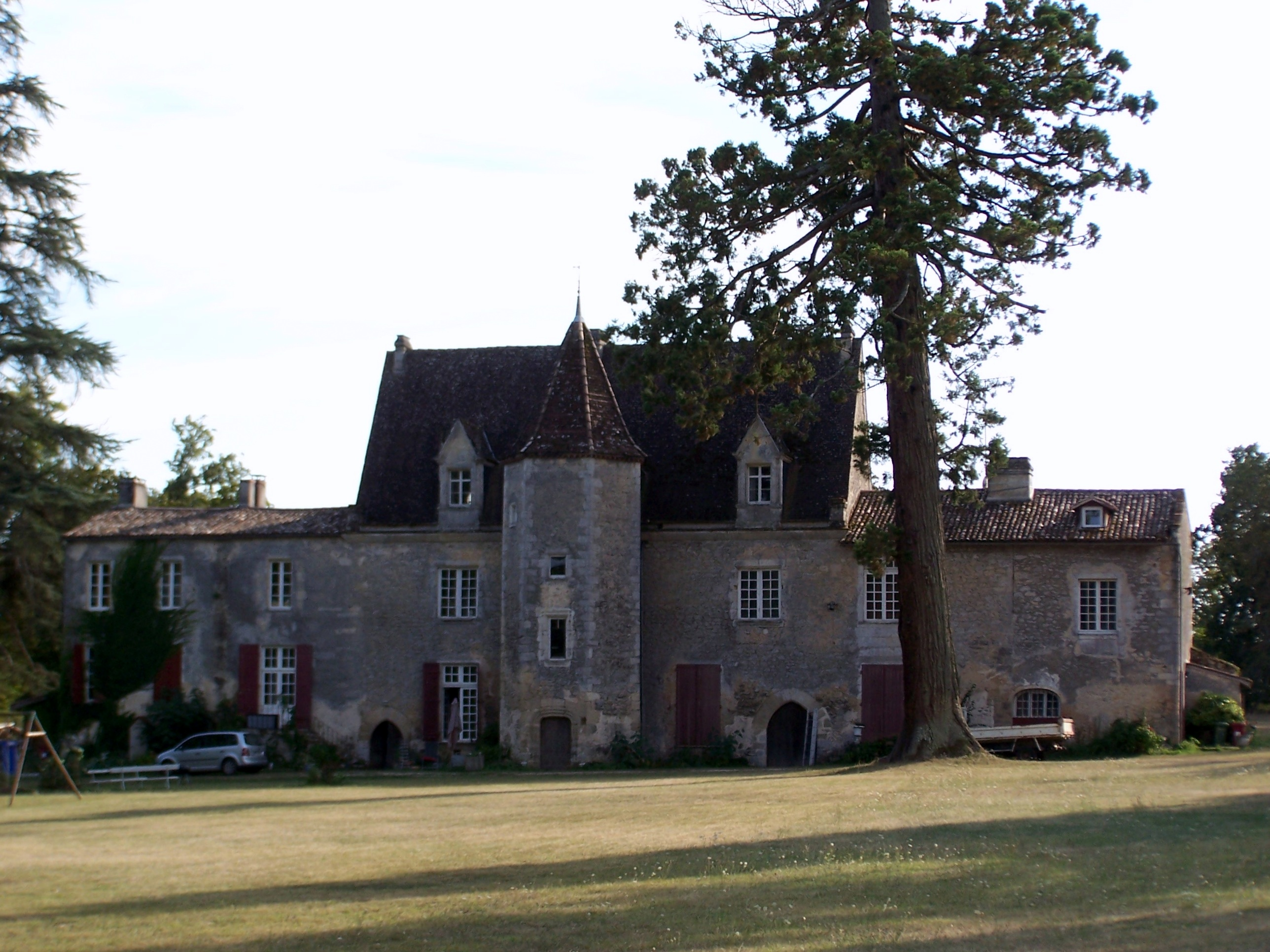
Le château de La Salle (septembre 2013)
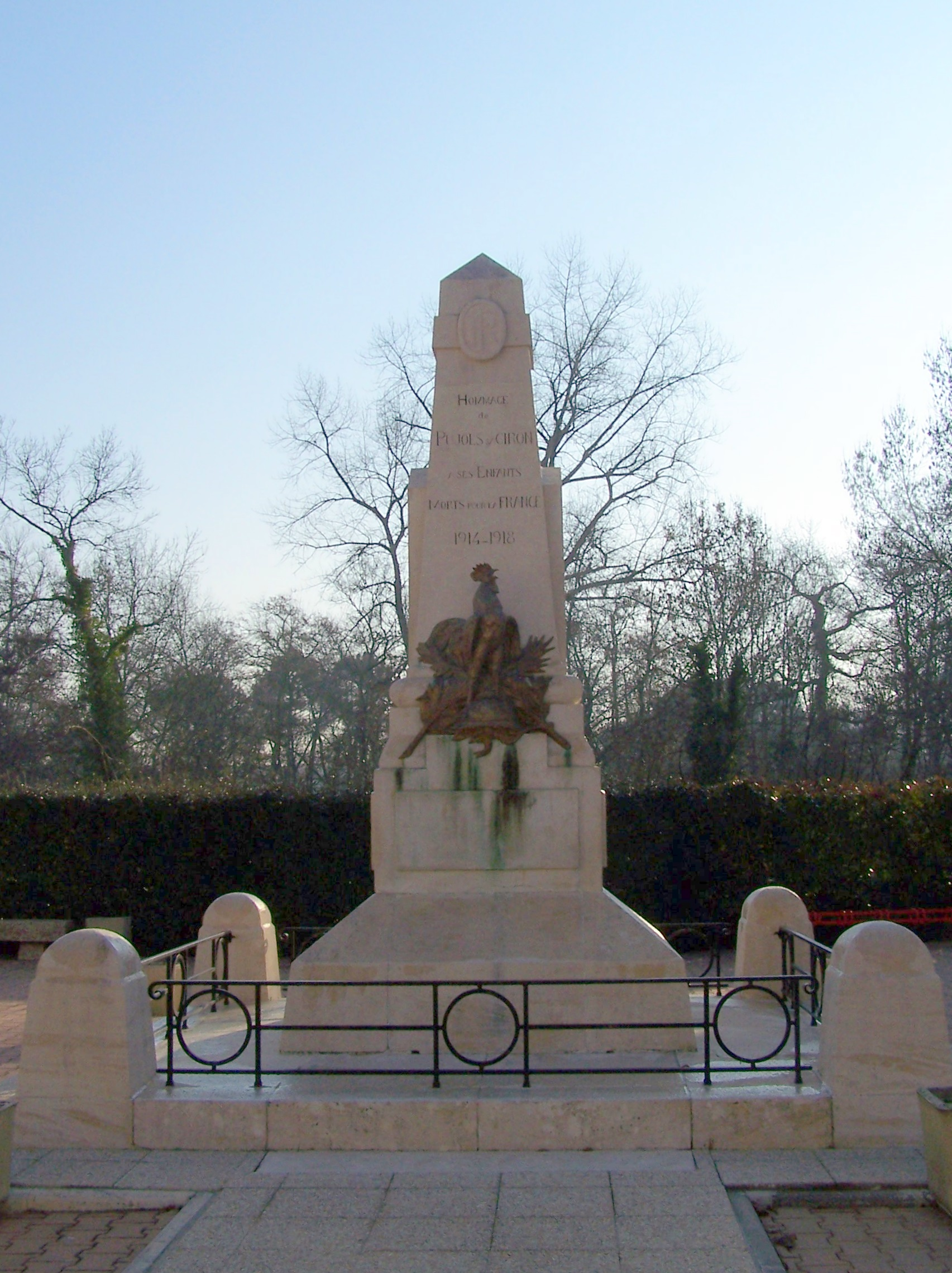
Le monument aux morts en face de la mairie (décembre 2009)

### Personnalités liées à la commune
- Anémone (de son vrai nom Anne Bourguignon), née à Paris, a passé son enfance au « château Mauras » de Pujols-sur-Ciron.

### Pujols-sur-Ciron autrefois

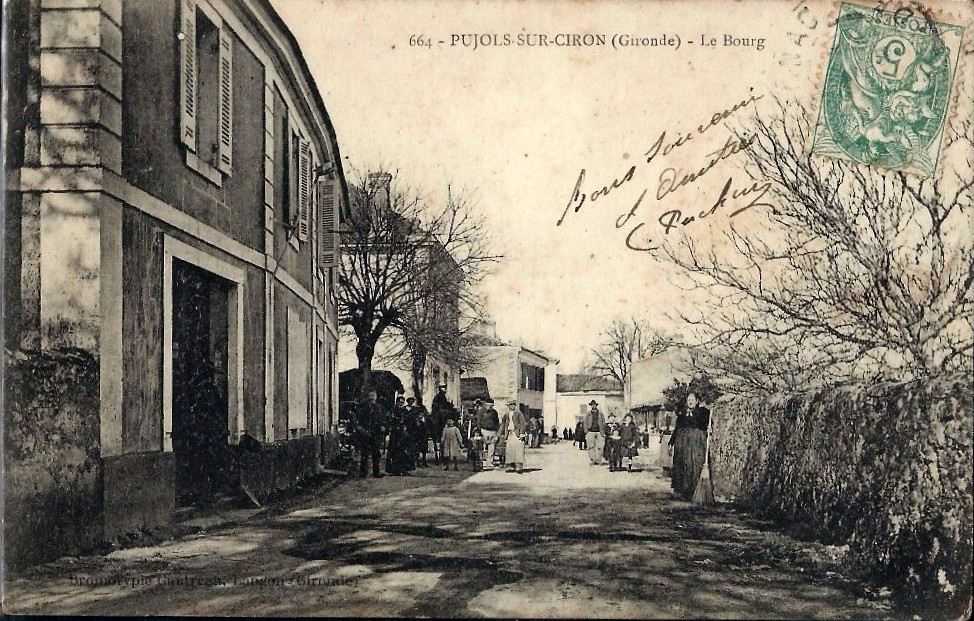
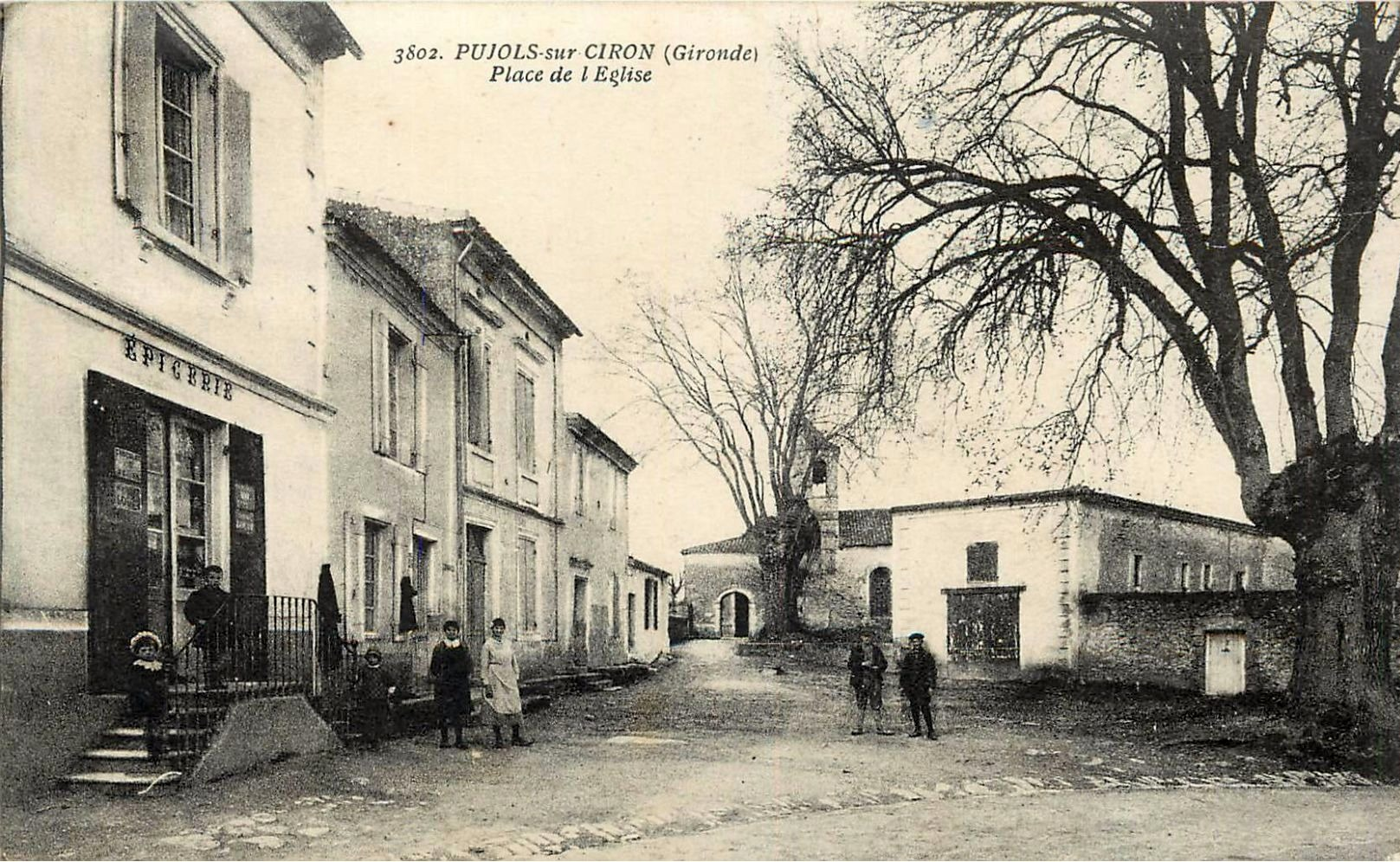
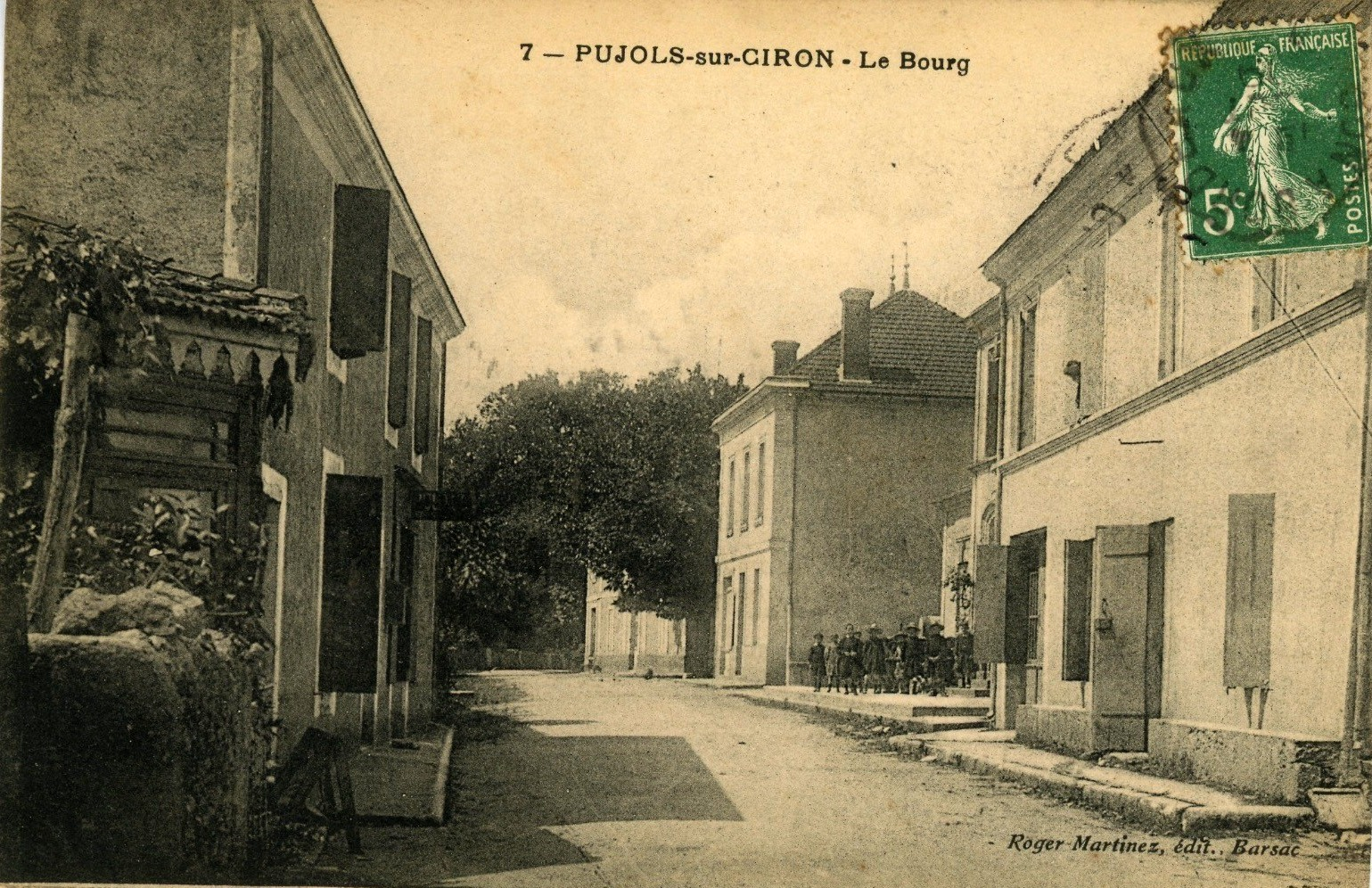
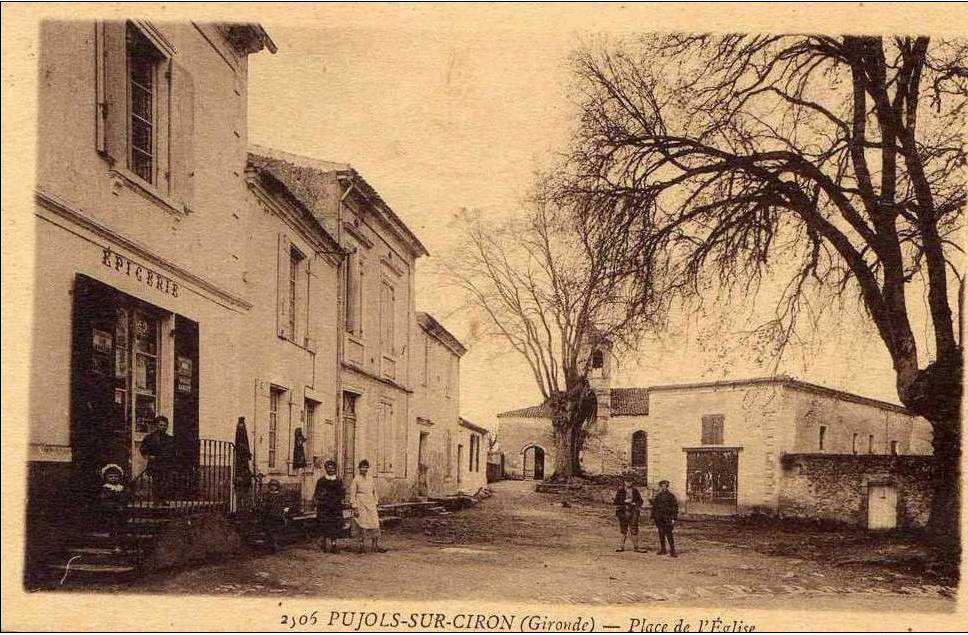
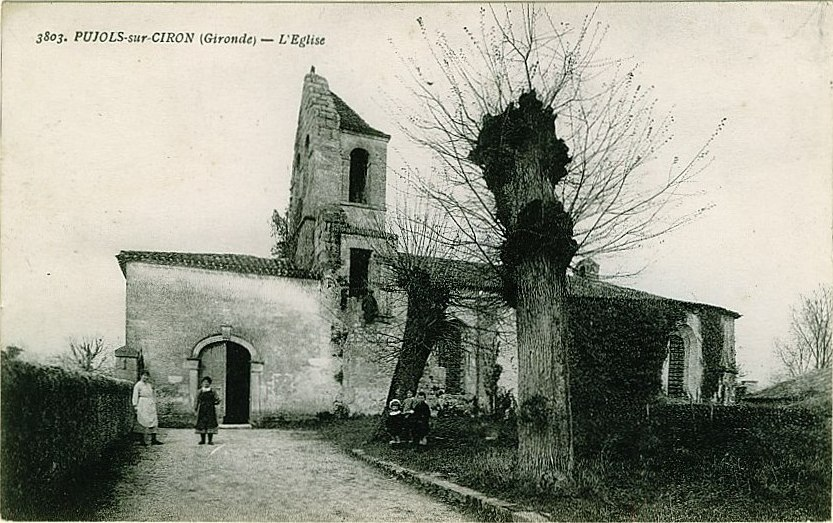
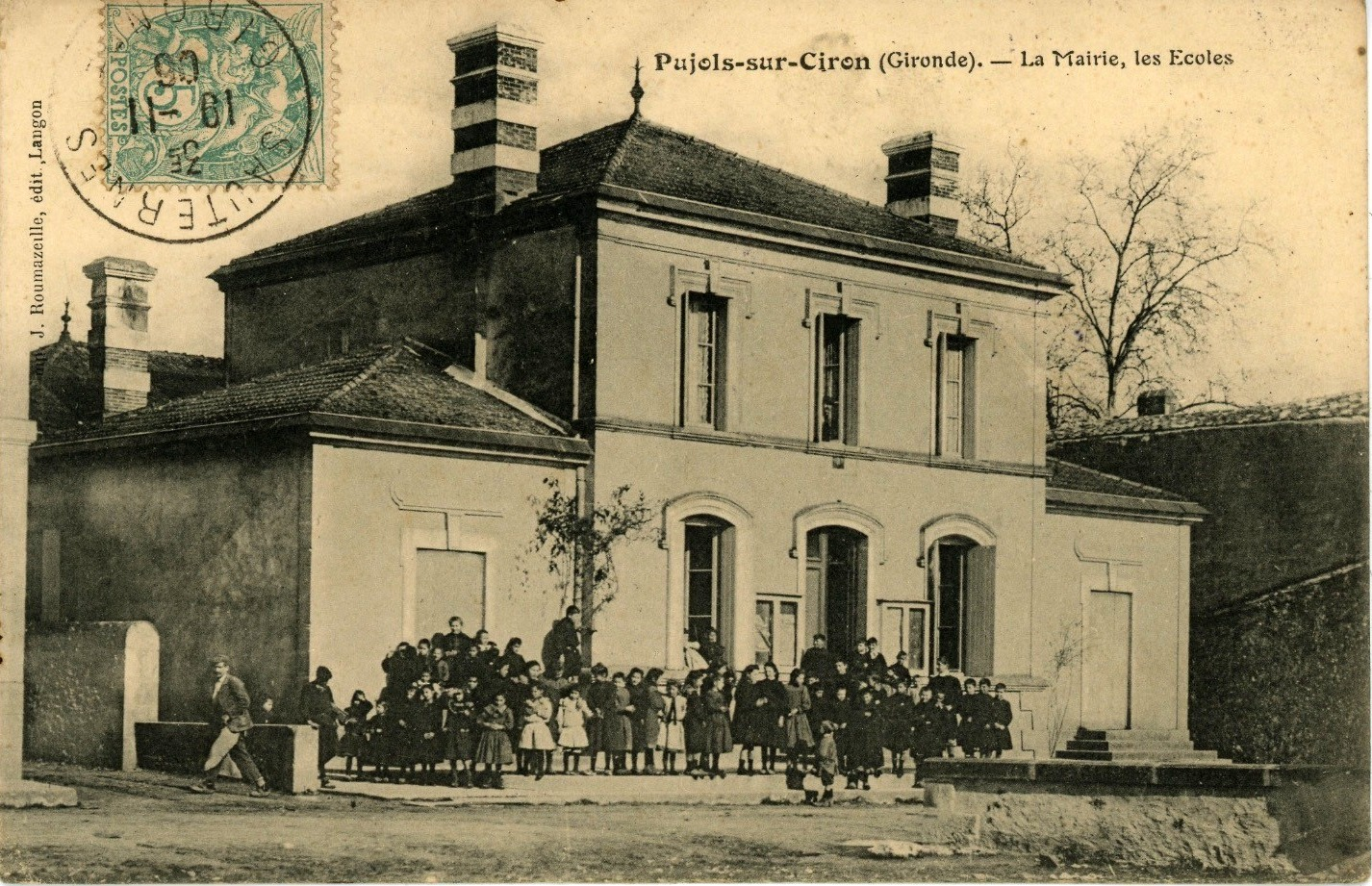

### Héraldique
| Armes | Les armes de Pujols-sur-Ciron se blasonnent ainsi : Écartelé, au premier d'azur au château couvert d'argent d'une seule tour flanquée de deux corps de bâtiment, posé sur une terrasse du même et surmonté sur deux fleurs de lys d'or, au deuxième de gueules à la rivière en bande ondée d'argent, au moulin couvert d'or de deux arches brochant en abîme, ajouré et maçonné de sable, accompagné de deux fers de moulin du même rangés en barre, au troisième d'or à la vigne terrassée de sable, feuillée de trois pièces du même et fruitée de quatre grappes de raisin d'argent, tortillée sur son échalas aussi d'argent, au quatrième d'azur au porche d'église romane de sept arcs sculptés d'argent à la double porte d'or, sommé d'une croisette du même. |